# Jan Juchelka
Jan Juchelka (* 19. září 1971) je český bankéř a manažer, od 3. srpna 2017 předseda představenstva a generální ředitel Komerční banky. Po studiu na gymnáziu v Bohumíně absolvoval inženýrské studium ekonomie a managementu na Slezské univerzitě v Opavě.
Dne 16. června 2023 byl zvolen prezidentem České bankovní asociace, do té doby byl prvním místopředsedou.

## Přehled činnosti
Významné funkce:
- 1995: výkonný předseda Fondu národního majetku České republiky
- Komerční banka:
  - 02-06/2006: ředitel pro Top korporace v Praze
  - od 06/2006: člen představenstva, výkonný ředitel pro korporátní a investiční bankovnictví
- od 08/2012: výkonný ředitel, řízení vztahů se zákazníky pro Střední a Východní Evropu, Střední Východ a Afriku Société Générale
- od 08/2017: generální ředitel a předseda představenstva Komerční banky